# 奥莱加里乌总统镇
奥莱加里乌总统镇是巴西米纳斯吉拉斯州的一个市镇。总面积3531.221平方公里，总人口18256人，人口密度5.2人/平方公里。